# Granata
Granata (iz talijanskog Granata = mogranj) označava topnički projektil za top ili haubicu, a može se ispaliti i s nekih pušaka. Sastoji se šuplje čelične košuljice ispunjene eksplozivnim punjenjem s detonatorom. Namijenjena je za uništavanje žive sile, raznih utvrđenja, građevina i oklopnih vozila. U nekim jezicima je granata sinonim za bombu.
Izvorno su granate bile posude ispunjene s barutom, koje su grenadiri bacali kao bombe.
- 60-cm-granate sustava Thora
- Protutenkovska granata sustava "PIAT"
- Tromblon

## Djelovanje
Osim jednostavnih bomba, postoje granate s posebnim namjenama kako bi se postigla veća učinkovitost protiv određenih ciljeva.
Postoje razne vrste granata, kao što su primjerice:
- trenutna granata
- tempirana granata
- šrapnelna granata
- probojna granata
- kumulativna granata